# Fun House
Az 1970-es Fun House a The Stooges második nagylemeze. Az album nem volt kelendő, ennek ellenére nagy hatást gyakorolt a későbbi zenészekre.
2003-ban 191. lett a Rolling Stone magazin Minden idők 500 legjobb albuma listáján. Szerepel továbbá az 1001 lemez, amit hallanod kell, mielőtt meghalsz című könyvben.

## Az album dalai
| 1. | Down on the Street | The Stooges | 3:42 |
| 2. | Loose              | The Stooges | 3:33 |
| 3. | T.V. Eye           | The Stooges | 4:17 |
| 4. | Dirt               | The Stooges | 7:00 |

| 1. | 1970 (I Feel Alright-ként is ismert) | The Stooges | 5:14 |
| 2. | Fun House                            | The Stooges | 7:45 |
| 3. | L.A. Blues                           | The Stooges | 4:52 |

## Közreműködők
- Iggy Pop – ének
- Ron Asheton – gitár
- Dave Alexander – basszusgitár
- Scott Asheton – dob
- Steve Mackay – szaxofon
- Don Gallucci – producer, orgona

## Fordítás
Ez a szócikk részben vagy egészben a Fun House (The Stooges album) című angol Wikipédia-szócikk ezen változatának fordításán alapul.  Az eredeti cikk szerkesztőit annak laptörténete sorolja fel. Ez a jelzés csupán a megfogalmazás eredetét és a szerzői jogokat jelzi, nem szolgál a cikkben szereplő információk forrásmegjelöléseként.